# Distrust
Distrust ist eine deutsche Dark-Metal-Band aus Weißenfels in Sachsen-Anhalt.

## Bandgeschichte
Die Band Distrust wurde im Jahr 1992 durch Tyr von Eich (Gesang), Jens Kuhr (Lead-Gitarrist), Thomas Heym (Rhythmusgitarrist), René Haase (Bassist) und Michael Franke (Drummer) in Weißenfels gegründet. Damals verschrieb man sich dem einfachen und gängigen Death Metal. Nach einigen Besetzungswechseln wurde das Demo „Cry of Thoughts“ in Eigenproduktion aufgenommen. Es folgten weitere Mitgliederwechsel und 1996 die Aufnahme der Saxophonistin Tina Schmidt. 1997 veröffentlichten Distrust die erste CD „Scar in My Heart“. Mit der Verbindung von hartem Gitarrensound und nun auch weichen Saxophonuntertönen spielte Distrust bei einigen größeren Konzerten mit Bands wie Sodom, Crematory, Skyclad, Warpath, Manos und Soul Cages.
Nach weiteren Mitgliederwechseln und der festen Besetzung von Arne Krüger (alias Cabal) am Bass ab 1998 waren ab 1999 auch erstmals mit Annika Aschner weibliche Gesangsparts Bestandteil. Die im November 2000 erschienene zweite CD „Cursed by Destiny“ bot so ein für die Band völlig neues Arrangement mit Black Metal Einflüssen und dezentem Keyboard. Distrust selbst bezeichneten diesen Stil als Dark Metal. Nadine Fischer gab ab 2001 mit ihren Growlings Anstoß für die musikalische Weiterentwicklung der Band. So wurde der Einfluss von Black Metal wesentlich mehr und setzte durch ihr gesangliches Gegenspiel zu den grellen Kreischattacken von Frontsänger Tyr von Eich neue Akzente.
Es folgten u. a. erneut ein Auftritt mit Crematory sowie mit Desaster und Century. 2002 wurde die bis jetzt letzte CD „Nevalim“ veröffentlicht. Es folgten weitere Auftritte, u. a. mit den Apokalyptischen Reitern und The Jailbreakers (2006) sowie die Entscheidung, ab 2007 auf weiblichen Gesang zu verzichten und dem Keyboard eine stärker tragende Rolle zu geben.
Im Januar 2010 verließ Heiko aus gesundheitlichen Gründen die Band. Seit 2011 übernimmt wieder Keule den Part des Schlagzeugers. Ebenfalls seit 2011 füllt das ehemalige Recapture-Mitglied Patrick den vakanten Platz des Lead-Gitarristen aus.
Am 22. März 2014 erschien die aktuelle EP "New, Deep, Black".

## Diskografie
- 1995 Cry of Thoughts (Demo-Band)
- 1997 Scar in My Heart (CD, AFM Records)
- 2000 Cursed by Destiny (CD)
- 2002 Nevalim (EP)
- 2014 New, Deep, Black (EP)